# Saint-Ouen-de-Pontcheuil
Saint-Ouen-de-Pontcheuil är en kommun i departementet Eure i regionen Normandie i norra Frankrike. Kommunen ligger i kantonen Amfreville-la-Campagne som tillhör arrondissementet Bernay. År 2022 hade Saint-Ouen-de-Pontcheuil 101 invånare.

## Befolkningsutveckling
Antalet invånare i kommunen Saint-Ouen-de-Pontcheuil
Referens:INSEE